# アイザック・ダニエル・ルーズベルト

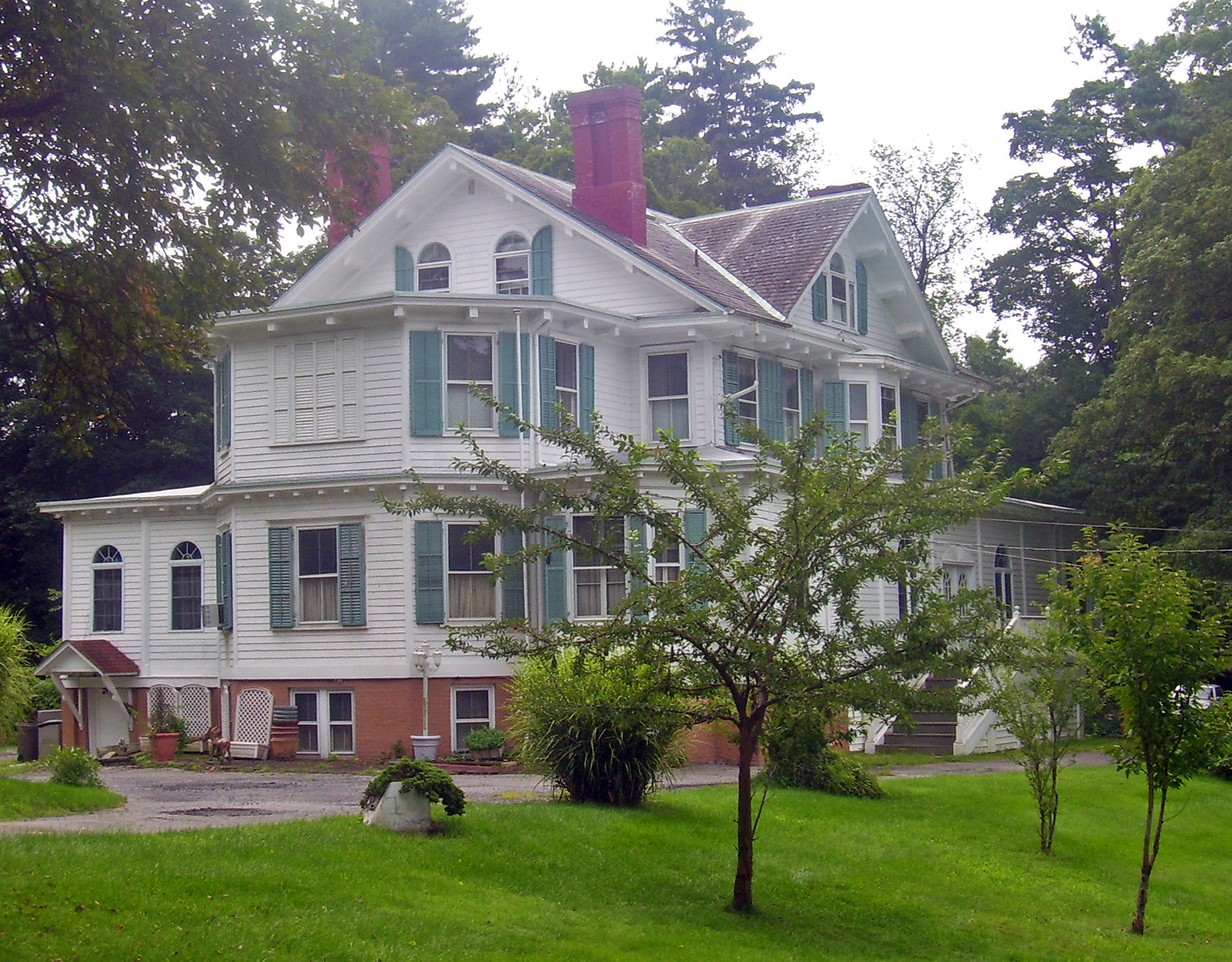
ハイドパークのアイザック・ルーズベルト邸

アイザック・ダニエル・ルーズベルト (Isaac Daniel Roosevelt、1790年9月29日 - 1863年12月24日)は、アメリカ合衆国の実業家、フランクリン・ルーズベルトの祖父。

## 略歴
ハイドパーク (ニューヨーク州)でジェームズ・ルーズベルトとキャサリン・ウェルズ(1762–1829)の息子として生まれた。1825年、ジョン・アスピンウォールとスーザン・ハウランドの娘メアリー・レベッカ・アスピンウォールと結婚した。以下2人の息子がいた。:
- ジェームズ・ルーズベルト1世
- ジョン・アスピンウォール・ルーズベルト

ジェームズの息子がフランクリン・ルーズベルトである。

## 死
1863年12月24日に73歳で死亡した。ハイド・パーク (ニューヨーク州)の聖ジェームズ聖公会教会の墓地に埋葬された。

## 遺産
ハイドパークのリバービューサークルにある彼の家アイザック・ルーズベルト邸は1993年にアメリカ合衆国国家歴史登録財となった。ハドソン川に近いRoosevelt Point Cottage and Boathouseにある。